# Andadura (humanos)

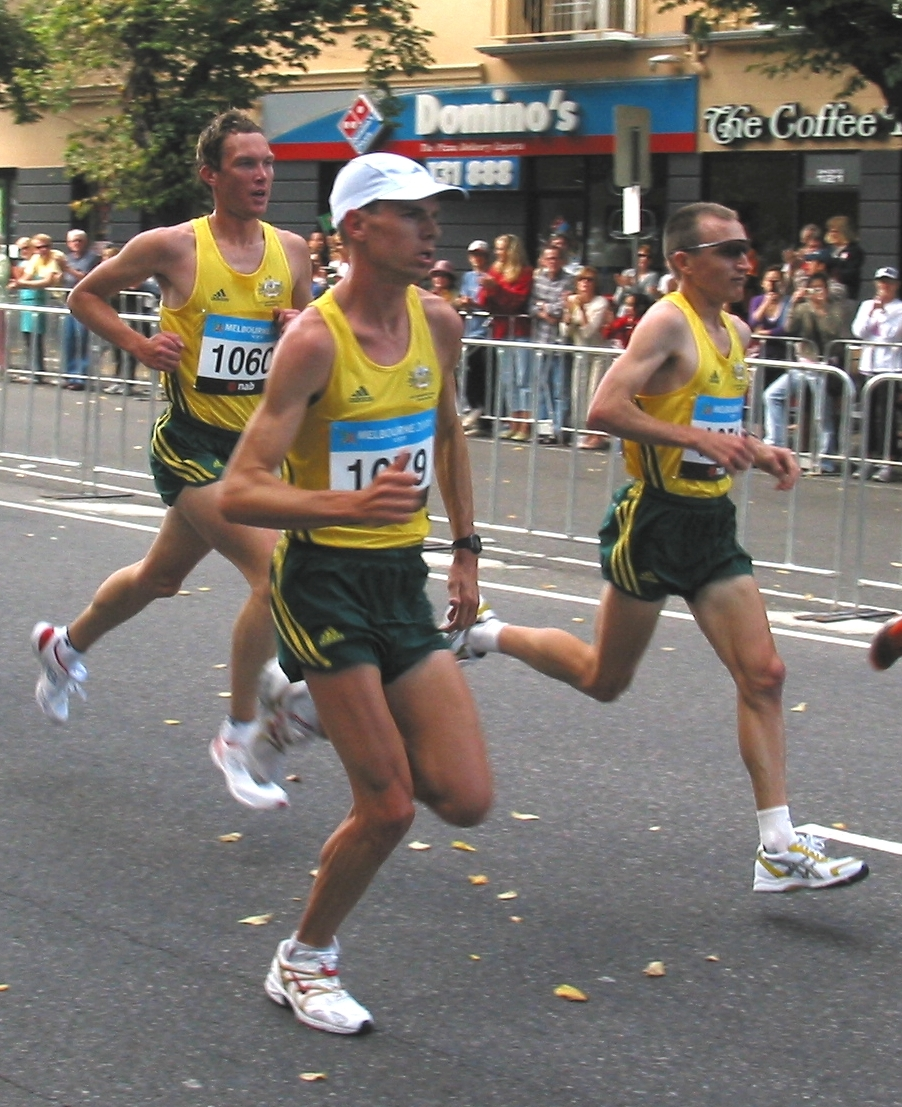
Seres humanos corriendo en una competición. Se aprecia una "fase de suspensión" en la cual ninguno de los dos pies toca el suelo.

La andadura de los humanos (a veces denominada paso o caminar) es la forma en que se lleva a cabo el desplazamiento utilizando los miembros del cuerpo humano. 
Los diferentes pasos se caracterizan por las diferencias en los patrones de movimiento de los miembros, la velocidad adquirida, los ciclos de energía potencial y cinética, los cambios en el contacto con la superficie (suelo, piso, etc.)...
Cuando por lo menos un pie permanece en contacto con el suelo, se camina. Cuando ningún pie permanece en contacto con el suelo, se corre. Tanto caminar como correr son considerados un deporte.

## Apoyo del pie
Una variable importante de los diferentes pasos es la secuencia de apoyo del pie: cómo el pie toma contacto con el terreno, específicamente qué parte del pie toma contacto primero con el suelo.
1. apoyo del frente del pie: dedos-talón: se apoya primero la parte delantera del pie.
2. apoyo del centro de la planta del pie: el talón y la parte anterior del pie se apoyan simultáneamente.
3. apoyo del talón de la planta del pie: talón-dedos: primero se apoya el talón del pie y luego el resto del pie.

- un apoyo posterior (apoyo del talón) resulta en el centro inicial de presión ubicado en el tercio posterior del calzado (0-33 % de la longitud del zapato).
- un apoyo central posee el centro de presión en el tercio central (34-67 % de la longitud del zapato).
- un apoyo anterior posee el centro de presión en el tercio delantero (68-100 % de la longitud del zapato).

La secuencia de apoyo del pie posee algún grado de variabilidad entre pasos y de un individuo a otro. Cambia en forma significativa y notable entre caminar y correr, y según si se utilizan zapatos o calzado para la actividad.
En general, la caminata con calzado presenta una secuencia de apoyo del talón o zona media del pie, mientras que la caminata descalzo se caracteriza por una secuencia distinta. La caminata descalzo muy rara vez se realiza con una secuencia de apoyo del talón, ya que el impacto es doloroso; el talón del pie humano no posee una almohadilla capaz de absorber el impacto.
Por el contrario, el 75 % de los corredores que utilizan zapatillas de carrera modernas presentan un apoyo mayor con el talón; ya que las zapatillas de carrera específicas poseen suela acolchada, base rígida y soporte del arco.